# Dinero encontrado
Dinero encontrado (título original: Found Money) es un telefilme estadounidense de comedia de 1983, dirigido por Bill Persky, escrito por Michael Fairman y Richard Sanders, musicalizado por Jack Elliott, en la fotografía estuvo Larry Pizer y los protagonistas son Sid Caesar, Tony Devon y Ron Frazier, entre otros. Este largometraje fue producido por Cypress Point Productions y Warner Bros. Television; se estrenó el 19 de diciembre de 1983.

## Sinopsis
Luego de más de 35 años como programador informático en el Banco Nacional, Max Shepard, obtiene la jubilación anticipada. Ahora, junto a Sam Green, un guardia, deciden realizar un plan para robar a la entidad y distribuir la plata en Nueva York.